# Cheiridium nubicum
Cheiridium nubicum es una especie de arácnido del orden Pseudoscorpionida de la familia Cheiridiidae.

## Distribución geográfica
Se encuentra en Sudán.